# Ilattia sordida
Ilattia sordida är en fjärilsart som beskrevs av Alfred Ernest Wileman och South 1916. Ilattia sordida ingår i släktet Ilattia och familjen nattflyn. Inga underarter finns listade i Catalogue of Life.